# 八木勇征
八木 勇征（やぎ ゆうせい、1997年5月6日 - ）は、日本の歌手、俳優。FANTASTICS from EXILE TRIBEのメンバー。
東京都出身。LDH JAPAN所属。身長180cm。血液型O型。

## 略歴
小学生からサッカーを始め、サッカー推薦で堀越高等学校と大学に進学した。
2017年、大学1年の終わり頃、練習中に足の靱帯を痛めて長期離脱になった。同年に行われた「VOCAL BATTLE AUDITION 5」に合格し、FANTASTICSに加入。
2020年、テレビドラマ『マネキン・ナイト・フィーバー』で俳優デビュー。

## 人物
- 一人っ子である[5]。
- 2016年に「ミスター・ベストボディ・スーパーモデル2016」で準グランプリを獲得[2]。
- 大学時代、居酒屋、ブラジル料理店とパーソナルトレーナーでアルバイトをしていた[6]。

## 出演

### テレビドラマ
- 美しい彼（2021年11月12日 - 12月24日、MBS） - 主演・清居奏 役[注 1] [4]
  - 美しい彼 シーズン2（2023年2月8日 - 3月1日、MBS・TBS）[7]
- ばかやろうのキス（2022年8月6日 - 9月3日、日本テレビ） - 園宮蓮 役[8]
- 沼る。港区女子高生（2023年2月25日 - 3月25日、日本テレビ） - 園宮蓮 / 有坂蓮 役[9]
- ホスト相続しちゃいました（2023年4月18日 - 7月4日、関西テレビ・フジテレビ） - Masato 役[10][11]
- 18/40〜ふたりなら夢も恋も〜 第1話・第6話 - 第9話（2023年7月11日・8月15日 - 9月5日、TBS） - 麻生康介 役[12]
- ハイエナ（2023年10月20日 - 12月8日、テレビ東京） - 谷原樹 役[13]
- サブスク不倫 第2話（2023年11月16日、MBS） - YAGGY 役[14]
- 婚活1000本ノック（2024年1月17日 - 3月20日、フジテレビ） - 山田クソ男 役[15]
- 南くんが恋人!?（2024年7月16日 - 9月10日、テレビ朝日） - 南浩之 役[16][17]
- あやしいパートナー（2025年4月30日 - 7月16日、MBS・TBS） - 主演・立石春斗 役（齊藤京子とダブル主演）[18]

### 配信ドラマ
- やり直したいファーストキス（2022年8月3日 - 9月3日、TVer・Hulu・YouTube） - 主演・園宮蓮 役[19]
- 恋愛デスマッチ「国宝級彼氏オーディション」（2023年2月22日 - 配信開始、Hulu） - 主演・園宮蓮 役[20]
- 山田クソ男の3本ノック（2024年3月20日、FOD） - 主演・山田クソ男 役[21]
- 最期の授業-生き残った者だけが卒業-（2024年11月26日、UniReel） - 主演・丸山武 役[22]

### 映画
- HiGH&LOW THE WORST X（2022年9月9日、松竹） - 山口孫六 役[23]
- 映画 イチケイのカラス（2023年1月13日、東宝） - 植木幸太郎 役[24]
- 美しい彼〜special edit version〜（2023年3月10日、カルチュア・パブリッシャーズ） - 主演・清居奏 役[注 1][25]
  - 劇場版 美しい彼〜eternal〜（2023年4月7日）[26]
- 矢野くんの普通の日々（2024年11月15日、松竹） - 主演・矢野剛 役[27]
- 僕らは人生で一回だけ魔法が使える（2025年2月21日、ポニーキャニオン） - 主演・アキト 役[28]
- 隣のステラ（2025年8月22日公開予定、東宝） - 主演・柊木昴 役（福本莉子とダブル主演）[29][30]

### テレビ番組
- まるごと「男前温泉」（2020年3月 - 2021年3月 、静岡第一テレビ）[31]
- 夜な夜な不思議の館にて 〜御曹司・八木勇征からの招待状〜（2023年4月 - 2023年9月、BS朝日）[32]
- めざましテレビ（2024年2月7日・14日・19日・26日、フジテレビ） - マンスリーエンタメプレゼンター[33]

### 配信番組
- 男前温泉 2024（2024年11月、Daiichi-TVアプリ「シズオカン」）[34]

### 舞台
- 脳内ポイズンベリー（2022年8月26日 - 9月12日） - 吉田 役[35]
- ソニックシティ新作オペラ『平家物語 -平清盛-』（2025年10月4日 - 10月5日） - 琵琶法師 役[36]

### CM
- 日本マクドナルド
  - 「喫茶マック」（2024年）[37]
  - 「N.Y. バーガーズ」（2025年）[38]
- フルキャスト（2024年）[39]

### ミュージックビデオ
- GENERATIONS from EXILE TRIBE「Summer Vacation (Lyric Video)」（2025年）[40]

### その他
- アクシージア「THE B MAISON」アンバサダー（2022年）[41]
- サマンサグローバル「Samantha Beauty Project」アンバサダー（2023年）[42]
- IRIEBEACH WEB CM（2023年 - 2024年）[43]
- Daiichi-TV「まるごと」- 30thサポーター（2024年）[44]
- est スペシャルコミュニケーター（2025年）[45]

### 連載
- 日経エンタテインメント!「The Only One～with entertainment!～」（2024年8月号 - ）[46]

### ファンミーティング
- YUSEI YAGI 「O'ver」1st ASIA FAN MEETING IN TAIPEI（2024年4月6日）[47]

## 作品

### 参加作品
| 発売日         | 曲名    | 収録作品                                               |
| -------------- | ------- | ------------------------------------------------------ |
| 2024年11月27日 | Believe | V.A.『BATTLE OF TOKYO 〜COLLABORATION BATTLE STAGE〜』 |

## 書籍

### 写真集
- 八木勇征 1st写真集『CONTACT』（2023年4月26日、ワニブックス）[48]ISBN 978-4-8470-8484-3

## 受賞歴
2022年
- 第17回 ソウルドラマアワード2022・アジアスター賞
- WEIBO Account Festival 2022 優秀新人俳優賞・話題俳優ペア賞

2023年
- 第26回 日刊スポーツ・ドラマグランプリ 春ドラマ 助演男優賞（『ホスト相続しちゃいました』）
- 第18回 ソウルドラマアワード2023・アジアスター賞
- 第26回 日刊スポーツ・ドラマグランプリ 夏ドラマ 助演男優賞（『18/40〜ふたりなら夢も恋も〜』）
- 第5回 ベストフォーマルウェアアワード KIMONO KNIGHT
- 「2023年下半期 ViVi国宝級イケメンランキング」NOW部門1位

2024年
- 第33回 TV LIFE年間ドラマ大賞 助演男優賞（『ホスト相続しちゃいました』）
- 「2024年上半期 ViVi国宝級イケメンランキング」NOW部門1位（連覇達成により殿堂入り）
- 第28回 日刊スポーツ・ドラマグランプリ 夏ドラマ 助演男優賞（『南くんが恋人⁉︎』）
- 第6回 ベストフォーマルウェアアワード TUXEDO KNIGHT

2025年
- 第1回アジアショートドラマアワード 最優秀俳優賞（『最期の授業-生き残った者だけが卒業-』）
- 第28回 日刊スポーツ・ドラマグランプリ 年間大賞 助演男優賞（『南くんが恋人⁉︎』）